# Torneo de Gaiba 2024
El Veneto Open 2024 fue un torneo de tenis profesional jugado en canchas de césped. Se trató de la 3.ª edición del torneo que formó parte de los Torneos WTA 125s en 2024. Se llevó a cabo en Gaiba, Italia, entre el 17 al 23 de junio de 2024.

## Cabezas de serie

### Individuales
| Tenista                | Ranking | Preclasificada |
| Tatjana Maria          | 56      | 1              |
| María Carlé            | 86      | 2              |
| Jéssica Bouzas Maneiro | 87      | 3              |
| Sara Errani            | 88      | 4              |
| Renata Zarazúa         | 97      | 5              |
| Hailey Baptiste        | 99      | 6              |
| Erika Andreeva         | 100     | 7              |
| Bernarda Pera          | 106     | 8              |

- Ranking del 10 de junio de 2024.

### Dobles
| Tenista                          | Ranking | Preclasificada |
| Anna Danilina Xu Yifan           | 106     | 1              |
| Miriam Kolodziejová Anna Sisková | 147     | 2              |

## Campeonas

### Individuales femeninos
Alycia Parks venció a  Bernarda Pera por 6–3, 6–1

### Dobles femenino
Hailey Baptiste /  Alycia Parks vencieron a  Miriam Kolodziejová /  Anna Sisková por 7–6(4), 6–2